# Heliococcus marginalis
Heliococcus marginalis är en insektsart som beskrevs av Goux 1953. Heliococcus marginalis ingår i släktet Heliococcus och familjen ullsköldlöss.
Artens utbredningsområde är Frankrike. Inga underarter finns listade i Catalogue of Life.